# Mikroprocessor

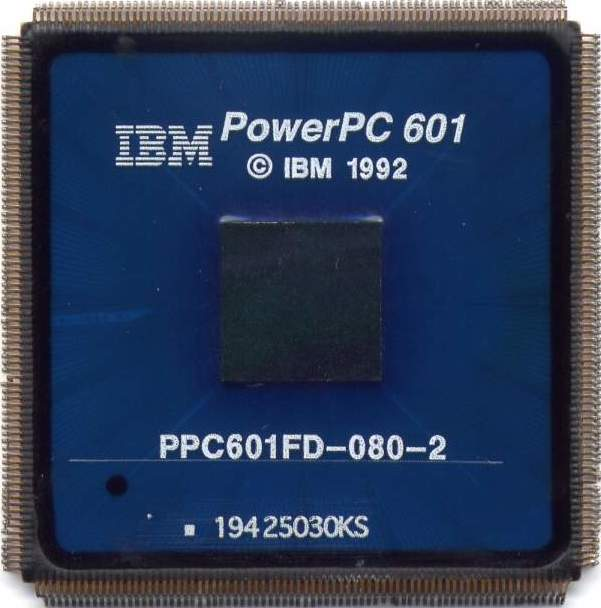
IBM PowerPC 601.

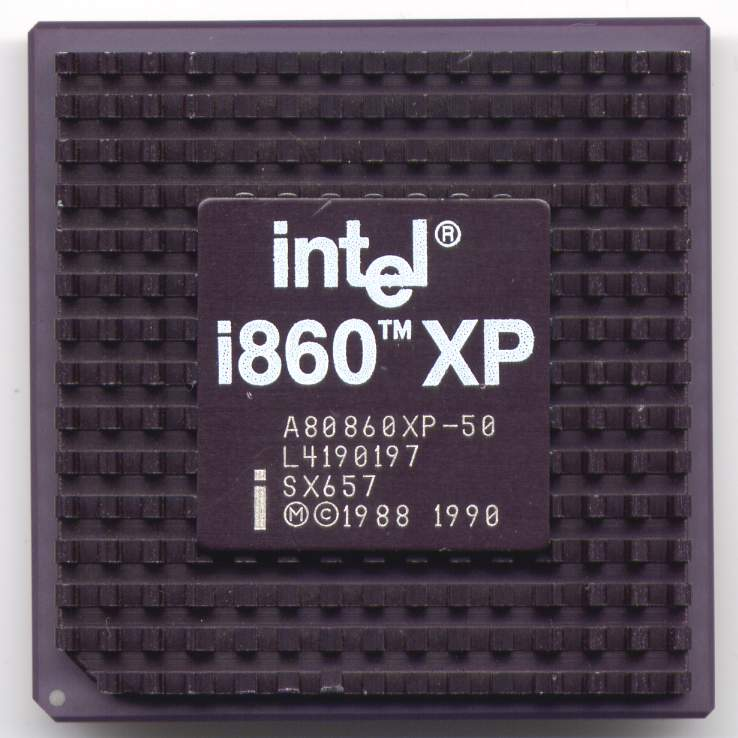
Intel i860 XP

Mikroprocessor, från engelskans microprocessor. Datorns centralenhet eller processor i ett chip, till skillnad från begreppet CPU som även kan innefatta diskreta centralprocessorer uppbyggda av många komponenter (sk bitslice), både elektroniska och i enstaka fall mekaniska. 
Mikroprocessor har sedermera även kommit att bli ett samlingsbegrepp för olika programmerbara aritmetiska, digitala och elektroniska enheter som till exempel:
- Signalprocessor
- Grafikprocessor
- Centralprocessor

## Historia
Den första mikroprocessorn uppfanns av Intel år 1971 – Intel 4004.